# Verklärungskathedrale (Krywyj Rih)
Koordinaten: 47° 56′ 51″ N, 33° 26′ 10″ O

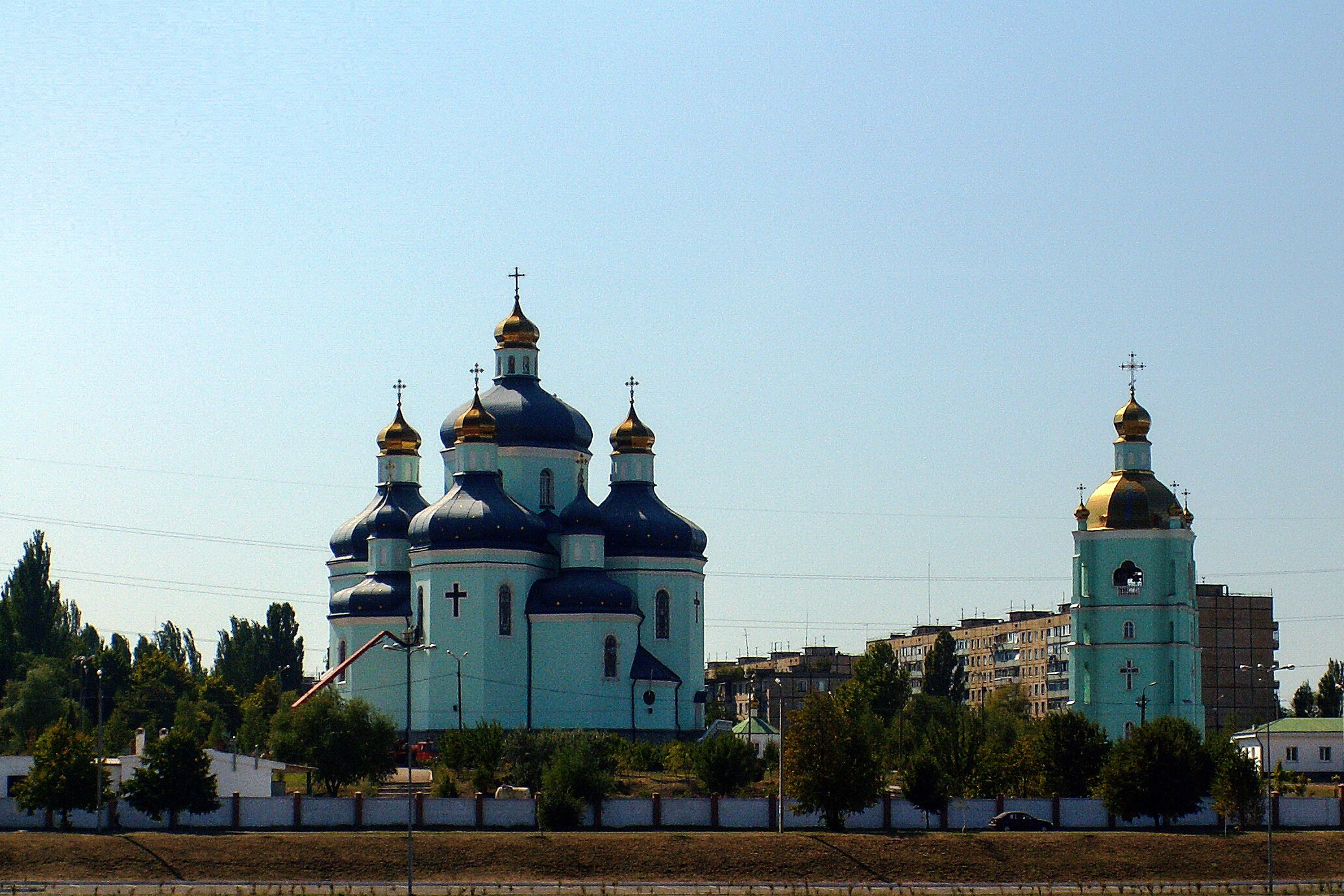
Die Erlöser-Verklärungskathedrale in Krywyj Rih

Die Erlöser-Verklärungskathedrale (ukrainisch Спасо-Преображенський кафедра́льний собор; russisch Спасо-Преображенский кафедральный собор/Spasso Preopraschenski kathedralni Sobor) in der ukrainischen Stadt Krywyj Rih, ist ein orthodoxer Kirchenbau im Stil des ukrainischen Neobarocks.
Die Kathedrale ist das zentrale Gotteshaus und Bischofssitz der Ukrainisch-Orthodoxen Kirche Moskauer Patriarchats der Eparchie Krywyj Rih - Nikopol und befindet sich auf einem Hügel in der Kathedralenstraße 1 (ул. Соборная) in Krywyj Rih.

## Kirchenbau
Der Bau der Kathedrale begann im Jahr 1989, wobei die Gestaltung und der Bau der Kirche vom Kiewer Architekt Aleksandr Petrosjuk (Александр Петросюк) übernommen wurde.
Am 15. Juli 2003 wurde die Kathedrale zum Gedenken an die Verklärung des Herrn geweiht. Die Kirche hat eine Grundfläche von 33 x 33 und eine Höhe von 43 Metern.
Sie besitzt 9 Kuppeln zu Ehren von 9 Engelscharen und hat Platz für 3000 Gottesdienstbesucher.
Der benachbarte Glockenturm wurde von Oktober 2004 bis Oktober 2005 erbaut und ist 48 Meter hoch. In seinem Erdgeschoss befindet sich eine Bibliothek. In seinem vierten und obersten Stockwerk befinden sich 22 Glocken, von denen die größte ein Gewicht von 1400 kg besitzt.

## Eparchie

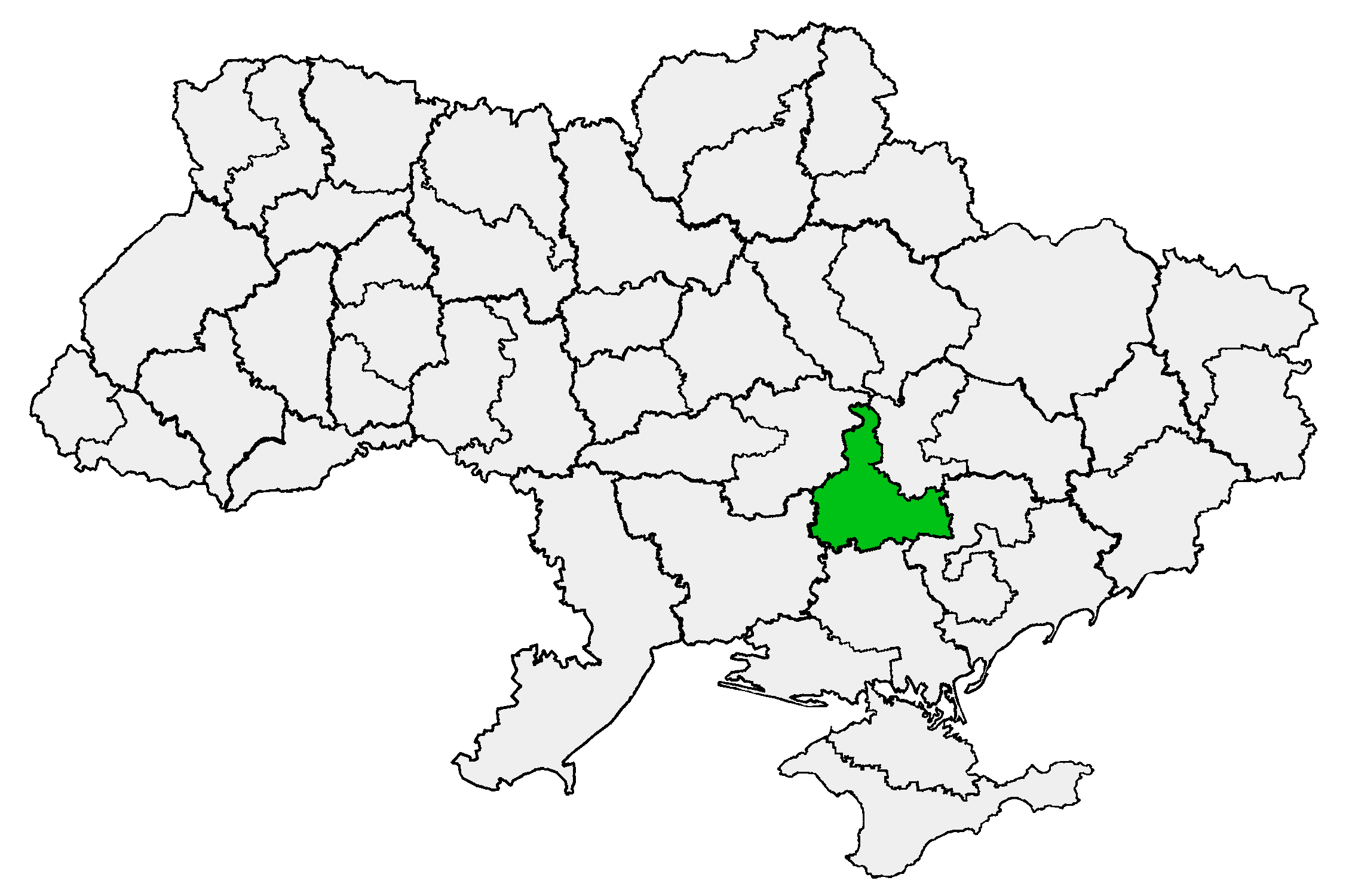
Eparchie innerhalb der kirchlichen Verwaltungsgliederung der Ukrainisch-Orthodoxen Kirche Moskauer Patriarchats

Zur Eparchie Krywyj Rih-Nikopol, deren Sitz die Kathedrale ist, gehören folgende Dekanate im Westen der Oblast Dnipropetrowsk:
Nordstadt Krywyj Rih, Süd-Stadt Krywyj Rih, Bezirk Krywyj Rih, Dekanat Krankenhaus-Kirche Krywyj Rih, Stadt Nikopol, Bezirk Nikopol, Apostolowe, Schowti Wody, Sofijiwka, Tomakiwka und Schyroke.